# Plecoptera quaesita
Plecoptera quaesita là một loài bướm đêm thuộc họ Erebidae. Nó được tìm thấy ở Ấn Độ, Sri Lanka, Myanmar, quần đảo Andaman, Borneo, miền bắc Moluccas và Úc.